# Лижні перегони на зимових Олімпійських іграх 1924
Змагання з лижних перегонів на зимових Олімпійських іграх 1924 відбулись 30 січня (50 км) і 2 лютого (18 км). В них взяли участь 59 лижників з 12-ти країн. Ці змагання були також частиною Чемпіонату світу з лижних видів спорту, і їх проводитимуть разом до зимових Олімпійських ігор 1980.

## Чемпіони та призери

### Таблиця медалей
| Місце              | Країна             | Золото | Срібло | Бронза | Загалом |
| ------------------ | ------------------ | ------ | ------ | ------ | ------- |
| 1                  | Норвегія           | 2      | 2      | 1      | 5       |
| 2                  | Фінляндія          | 0      | 0      | 1      | 1       |
| Загалом (2 збірні) | Загалом (2 збірні) | 2      | 2      | 2      | 6       |

### Види програми
| Дисципліна | Золото                  | Золото    | Срібло                          | Срібло    | Бронза                          | Бронза    |
| ---------- | ----------------------- | --------- | ------------------------------- | --------- | ------------------------------- | --------- |
| 18 км      | Торлейф Геуг · Норвегія | 1:14:31.4 | Йоган Греттумсбротен · Норвегія | 1:15:51.0 | Тапані Ніку · Фінляндія         | 1:16:26.0 |
| 50 км      | Торлейф Геуг · Норвегія | 3:44:32   | Торальф Стремстад · Норвегія    | 3:46:23   | Йоган Греттумсбротен · Норвегія | 3:47:46   |

Всі троє медалістів на дистанції 50 км в тому ж порядку фінішували в лижному двоборстві.

## Країни-учасниці
У змаганнях з лижних перегонів на Олімпійських іграх у Шамоні взяли участь 59 лижників з 12-ти країн.
- Чехословаччина (6)
- Фінляндія (5)
- Франція (8)
- Угорщина (3)
- Італія (7)
- Латвія (1)
- Норвегія (5)
- Польща (3)
- Швеція (6)
- Швейцарія (7)
- США (4)
- Югославія (4)